# Messier 7
A Messier 7 (más néven M7 vagy NGC 6475) nyílthalmaz a Skorpió csillagképben.

## Felfedezése
Az M7-et Ptolemaiosz már i. sz. 130-ban megemlítette, mint a "ködöt, ami a skorpió fullánkját követi". Giovanni Battista Hodierna még 1654 előtt megfigyelte az objektumot, amiben 30 csillagot számolt meg. 1678-ban Edmond Halley 29-es számmal felvette a déli csillagok katalógusába. Charles Messier 1764. május 23-án katalogizálta.

## Tudományos adatok
Az M7 halmaz 14 km/s sebességgel közeledik felénk. Legfényesebb csillaga egy sárga óriás, de nyolcvannál több 10 magnitudósnál fényesebb csillag található benne. A fényesebb csillagok a középpont felé sűrűsödnek. A halmaz Trumpler osztálya I,3,m vagy I,3,r.

## Megfigyelési lehetőség
Megfelelő körülmények között szabad szemmel is észlelhető, Magyarországról augusztustól október elejéig.
Megpillantását nehezíti alacsony horizont feletti magassága.
A Messier-maraton során az M6 után és az M11 nyílthalmaz előtt érdemes felkeresni.